# Борентин
Борентин (њем. Borrentin) општина је у њемачкој савезној држави Мекленбург-Западна Померанија. Једно је од 69 општинских средишта округа Демин. Према процјени из 2010. у општини је живјело 947 становника. Посједује регионалну шифру (AGS) 13052093.

## Географски и демографски подаци
Борентин се налази у савезној држави Мекленбург-Западна Померанија у округу Демин. Општина се налази на надморској висини од 39 метара. Површина општине износи 48,1 km². У самом мјесту је, према процјени из 2010. године, живјело 947 становника. Просјечна густина становништва износи 20 становника/km².